# 1032
1032 (MXXXII) je bilo prestopno leto, ki se je po julijanskem koledarju začelo na soboto.

## Dogodki
- 21. oktober - Umrlega papeža Janeza XIX. nasledi 20 letni Benedikt IX., 145. papež po seznamu, ki prav tako izvira iz lacijske rodbine tuskulanskih grofov. Benedikt, sin grofa Tuskuluma Alberika III. je veljal za zelo problematičnega papeža. Pontifikat je opravljal trikrat, vmes, ko so v kratkih presledkih papeževali drugi papeži, je bil dvakrat pregnan in izobčen ter na koncu obtožen simonije in odstavljen.
- Ker se aktualni poljski vojvoda Bezprym, ga verjetno umori najmlajši brat Oton Boleslavovič. Rimsko-nemški cesar Konrad II., ki mu šibka Poljska najbolj ustreza, razdeli poljsko med Otona, njegovega starejšega brata Mješka II.  in bratranca Dytryka. 1033 ↔
- Švicarsko mesto Basel je vključeno v Sveto rimsko cesarstvo.
- Prva omemba mesta Kursk.

## Rojstva
- 16. februar - cesar Yingzong, dinastija Song († 1067)
- 14. september - cesar Daozong, dinastija Liao († 1101)

Neznan datum
- Cheng Hao, kitajski filozof († 1085)
- Vratislav II., češki vojvoda in kralj († 1092)

## Smrti
- 6. september - Rudolf III., burgundski kralj (* 970)
- oktober - papež Janez XIX.
- Bezprym, poljski vojvoda (* 986)